# Saxifraga taylorii
Saxifraga taylorii là một loài thực vật có hoa trong họ Saxifragaceae. Loài này được Calder & Savile miêu tả khoa học đầu tiên năm 1959.